# Ducat d'Híxar
El Ducat d'Híxar és un títol nobiliari espanyol creat per Ferran II d'Aragó, el 16 d'abril de 1483 per Juan Fernández d'Híxar, senyor de la baronia d'Híxar.
El títol fou confirmat el 1599 al seu besnet Juan Francisco Fernández d'Híxar, IV comte de Belchite, ja que no havia estat usat aquest títol per més de dos generacions.
Felip V d'Espanya, concedí la G.E. el 16 de març de 1718 a Isidro Francisco de Silva, VII duc d'Híxar, VII duc d'Aliaga, VII duc de Lécera.
Aquest títol de duc d'Híxar ha estat ostentat conjuntament, per quasi quatre-cents anys, pels mateixos titulars que han portat els títols de duc d'Aliaga i duc de Lécera.
El seu nom fa referència al municipi d'Híxar, a la província de Terol.

## Arxiu Ducal
L'Arxiu Ducal d'Híxar és d'importància cabdal per al coneixement de la noblesa i la societat catalanes de l'Antic Règim, en aplegar els fons documentals de dos grans conglomerats de llinatges catalans: els Castre-Pinós (comtes de Vallfogona i Guimerà, vescomtes d'Illa, Canet i Èvol i barons de Milany, Pinós, Mataplana, Lluçà, la Portella i Peramola); i els Ponts de Mendoza (marquesos de Vilanant, comtes de Robres i de Montagut, vescomtes de Jóc i barons de Jorba, Rupit i d'Orcau).

## Ducs d'Híxar
|                             | Titular                                                | Període                                  |
| Creat per Ferran el Catòlic | Creat per Ferran el Catòlic                            | Creat per Ferran el Catòlic              |
| --------------------------- | ------------------------------------------------------ | ---------------------------------------- |
| I                           | Joan II Ferrandis d'Híxar i de Cabrera                 | 1483-                                    |
|                             | Luis Ferrandis d'Híxar i Beaumont                      | (duc d'Aliaga i Lecera, però no d'Híxar) |
| II                          | Juan Francisco Ferrandis d'Híxar                       | 1599-1614                                |
| III                         | Isabel Margarita Ferrandis d'Híxar i Castro-Pinós      | ? -1642                                  |
| IV                          | Jaime Francisco Sarmiento de Silva                     | 1642-1700                                |
| V                           | Juana Petronila de Silva i Aragón                      | 1700-1710                                |
| VI                          | Isidro Francisco Ferrandis d'Híxar i Portugal Silva    | 1710-1745                                |
| VII                         | Joaquín Diego de Silva i Moncada                       | 1745-                                    |
| VIII                        | Pedro de Alcántara Ferrandis d'Híxar i Abarca de Bolea |                                          |
| IX                          | Agustín Pedro de Silva y Palafox                       |                                          |
| X                           | Francisca Javiera de Silva y Fitz-James Stuart         |                                          |
| XI                          | José Rafael de Silva y Palafox                         |                                          |
| XII                         | Cayetano de Silva y Fernández de Córdoba               |                                          |
| XIII                        | Agustín de Silva y Bernuy                              | 1866-1872                                |
| XIV                         | Alfonso de Silva y Campbell                            |                                          |
| XV                          | Alfonso de Silva y Fernández de Córdoba                |                                          |
| XVI                         | Cayetana Fitz-James Stuart y Silva                     | 1957-2013                                |
| XVII                        | Alfonso Martínez de Irujo y Fitz-James Stuart          | 2013-actual titular                      |